# Cyrtandra kenivensis
Cyrtandra kenivensis är en tvåhjärtbladig växtart som beskrevs av Pieter van Royen. Cyrtandra kenivensis ingår i släktet Cyrtandra och familjen Gesneriaceae. Inga underarter finns listade i Catalogue of Life.